# 迈松莱苏莱讷
迈松莱苏莱讷（法語：Maisons-lès-Soulaines，法語發音：[mɛzɔ̃ lɛ sulɛn]）是法国奥布省的一个市镇，属于奥布河畔巴尔区。

## 地理
迈松莱苏莱讷（48°17'21"N, 4°47'16"E）面积6.16 平方千米，位于法国大東部大區奥布省，该省份为法国中北部省份，北起马恩省，西接塞纳-马恩省，西南至约讷省，东南至科多尔省，东临上马恩省。
与迈松莱苏莱讷接壤的市镇（或旧市镇、城区）包括：科隆贝拉福斯、昂让特、弗雷奈、托尔。

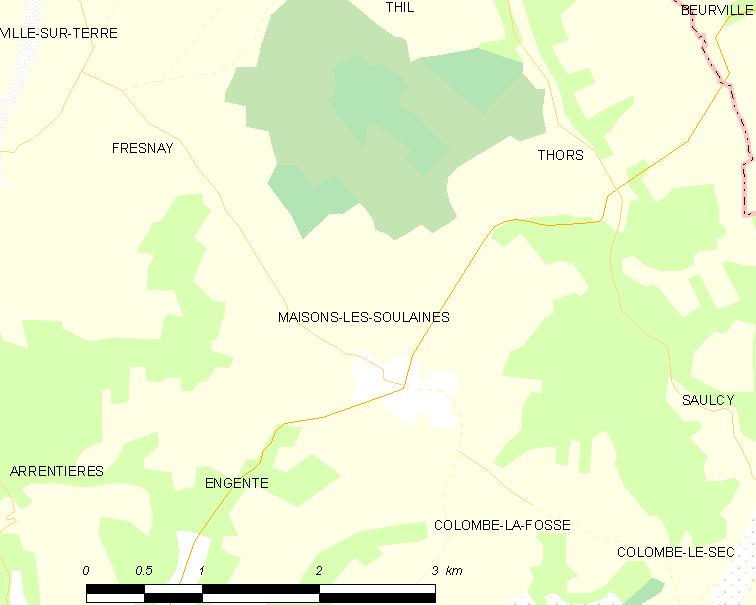
迈松莱苏莱讷的OSM定位图

迈松莱苏莱讷的时区为UTC+01:00、UTC+02:00（夏令时）。

## 行政
迈松莱苏莱讷的邮政编码为10200，INSEE市镇编码为10219。

## 政治
迈松莱苏莱讷所属的省级选区为奥布河畔巴尔县。

## 人口

1962-2008年间迈松莱苏莱讷人口变化图示

迈松莱苏莱讷于2022年1月1日时的人口数量为64人。